# Кокаев, Саламгери Алиханович
Саламгери (Саламджери) Алиханович Кокаев (осет. Кокайты Саламджери Алиханы фырт; 15 июля 1921, Хумалаг, Горская АССР — 17 октября 2007, Владикавказ) — советский историк, педагог, кандидат исторических наук, профессор, декан исторического факультета Северо-Осетинского государственного университета имени К. Л. Хетагурова.
Герой Социалистического Труда (1990). Заслуженный учитель школы Северной Осетии. Заслуженный учитель Республики Северная Осетия — Алания. Почётный гражданин Владикавказа (1994).
Участник Великой Отечественной войны.

## Биография
Родился 15 июля 1921 года в крестьянской семье в селении Хумалаг Осетинского округа Горской АССР.
В сентябре 1940 года был призван в Красную Армию. Обучался в полковой школе 814-го стрелкового полка Закавказского военного округа. С октября 1941 года — помощник командира взвода 816-го стрелкового полка. В январе 1942 года в боях за Керченский полуостров во время Керченско-Феодосийской десантной операции получил серьёзное ранение. Находился на излечении в госпитале в Кисловодске до июня 1942 года. После госпиталя обучался в Баку в трёхмесячной танковой школе, после которой получил звание старшины и командирован в сентябре 1942 года на службу в 37-ю армию Закавказского фронта. С января 1943 года — командир орудия боевой машины 116-й танковой бригады. Участвовал в сражениях за освобождение Северного Кавказа. В декабре 1943 года получил ранение и находился на лечении в госпитале. В 1944 году вступил кандидатом в члены ВКП(б).
С декабря 1944 года воевал командиром орудия танка M4A2 в составе 116-й Александрийской бригады 2-го Белорусского фронта. Участвовал в боях за взятие Кёнигсберга. В январе 1945 года получил третье ранение в сражении Восточно-Померанской операции в окрестностях Берлина — потерял обе кисти и правый глаз. До июня 1947 года находился на лечении — перенёс 19 операций.
В сентябре 1947 года поступил на исторический факультет Северо-Осетинского педагогического института (с 1967 года — университет), который окончил в июле 1951 года. Преподавал историю в родном селе. С 1956 по 1963 года — директор этой же школы. С 1963 года — ассистент кафедры всеобщей истории Северо-Осетинского педагогического института. В мае 1968 года защитил диссертацию на соискание научной степени кандидата исторических наук. С сентября 1971 года — доцент на кафедре всеобщей истории, с июля 1981 года — декан исторического факультета, с октября 1994 года — профессор кафедры новой и новейшей истории.
Указом № УП — 983 Президента СССР Михаила Сергеевич Горбачёва «О присвоении звания Героя Социалистического Труда тов. Кокаеву С. А.» от 5 ноября 1990 года «За большой вклад в подготовку педагогических кадров, воспитание молодежи и активную общественную деятельность» удостоен звания Героя Социалистического Труда с вручением ордена Ленина и золотой медали «Серп и Молот».
В 2003 году вышел на пенсию. Скончался в 2007 году. Похоронен в родном селе.
Сочинения
- Из истории пионерской организации Северной Осетии, 1967
- Нас водила молодость, 1974
- Правда о Сталине, 2000
- Селение Хумалаг, 2003
- Елена Баракова: горянка — прокурор Северной Осетии, 2004

## Награды
- Орден Отечественной войны 2-й (20.2.1945) и 1-й (11.3.1985) степеней
- Орден Красного Знамени (08.2.1946)
- Орден Дружбы народов (20.8.1986)
- Герой Социалистического Труда (орден Ленина № 460164 и медаль «Серп и Молот» № 21051; 5.11.1990)
- медали, в том числе:
  - «За отвагу» (30.01.1945)
  - «За оборону Кавказа»
  - «За взятие Кёнигсберга»
- Заслуженный учитель школы Северо-Осетинской АССР
- Отличник народного просвещения
- Заслуженный учитель Республики Северная Осетия — Алания
- Почётный гражданин Владикавказа (1994)
- Почётный работник высшего профессионального образования Российской Федерации[4]

## Память
Именем С. А. Кокаева названа школа в селе Хумалаг, возле которой в 2005 году установлен его бюст.